# Староуразаево
Староуразаево (баш. Иҫке Уразай) — деревня в Краснокамском районе Республики Башкортостан Российской Федерации. Входит в состав Арланского сельсовета. 

## География

### Географическое положение
Расстояние до:
- районного центра (Николо-Берёзовка): 24 км,
- центра сельсовета (Арлан): 6 км,
- ближайшей ж/д станции (Нефтекамск): 17 км.

## Население
| 2002 | 2009 | 2010 |
| ---- | ---- | ---- |
| 31   | ↗35  | ↗36  |

Национальный состав
Согласно переписи 2002 года, преобладающая национальность — башкиры (77 %).